# Efferia beameri
Efferia beameri este o specie de muște din genul Efferia, familia Asilidae, descrisă de Wilcox în anul 1966.
Este endemică în Texas. Conform Catalogue of Life specia Efferia beameri nu are subspecii cunoscute.